# Лануріле (Констанца)
Лануріле (рум. Lanurile) — село у повіті Констанца в Румунії. Входить до складу комуни Берегану.
Село розташоване на відстані 186 км на схід від Бухареста, 23 км на південний захід від Констанци.

## Населення
За даними перепису населення 2002 року у селі проживали 937 осіб.
Національний склад населення села:
| Національність | Кількість осіб | Відсоток |
| -------------- | -------------- | -------- |
| румуни         | 929            | 99,1%    |
| татари         | 7              | 0,7%     |

Рідною мовою назвали:
| Мова      | Кількість осіб | Відсоток |
| --------- | -------------- | -------- |
| румунська | 929            | 99,1%    |
| татарська | 7              | 0,7%     |